# 神奈川県道208号浦賀港線
神奈川県道208号浦賀港線（かながわけんどう208ごう うらがこうせん）は、神奈川県横須賀市東部を走る一般県道である。全区間で横須賀市内を通行し、概ね京急本線と並行するようにして西浦賀と大津町を結ぶ。横須賀市中心部と浦賀を迂回無しで結ぶ唯一の道路となっている。通称名は「浦賀通り」である。

## 概要
迂回路のない幹線道路ということもあり、路線バスの通行も多い。大津から浦賀駅前までは横須賀市中心部と東部を結ぶ各線、浦賀駅以南では浦賀駅と久里浜駅を結ぶ路線が運行されている。

### 路線データ
- 全長：3.8km
- 起点：横須賀市西浦賀1丁目（浦賀港交番前、神奈川県道210号浦賀港久里浜停車場線交点）
- 終点：横須賀市大津町1丁目（大津交差点、国道134号交点）
- Google マップ

## 地理

### 通過する自治体
- 神奈川県
  - 横須賀市

### 接続路線
- 神奈川県道210号浦賀港久里浜停車場線（起点）
- 神奈川県道209号観音崎環状線（浦賀駅前交差点）
- 横浜横須賀道路（浦賀インターチェンジ）
- 神奈川県道209号観音崎環状線（馬堀交差点）
- 国道134号（終点、大津交差点）

### 周辺の主な施設
- 浦賀港
- 浦賀船渠
- 浦賀駅
- 馬堀海岸駅